# Aptesis fastigata
Aptesis fastigata là một loài tò vò trong họ Ichneumonidae.